# 溴酸镧
溴酸镧是一种无机化合物，化学式为La(BrO3)3，极易溶于水。其水合物是无色晶体，100 °C分解为四水合物。无水物在更高温度分解，放出光和热。

## 制备
溴酸镧可以由硫酸镧和溴酸钡的复分解反应制得：
La2(SO4)3 + 3 Ba(BrO3)2 → 2 La(BrO3)3 + 3 BaSO4↓